# Havana Club International S.A.
Havana Club International S.A. è una join venture tra la compagnia di stato cubana CubanaExport e la multinazionale francese Pernod Ricard, produttrice dell'omonimo rum.

## Storia
Nata nel 1993, la proprietà è divisa a metà tra le due partecipanti.